# E vado via
Singles de Félix Gray et Didier Barbelivien
Il faut laisser le temps au temps
(1990) Nos amours cassées
(1991)
E vado via est une chanson de Didier Barbelivien en duo avec Félix Gray. Elle est sortie en 1991 comme troisième single de l'album Les Amours cassées. Les paroles sont en français, à l'exception du refrain qui est également chanté en italien par Corinne Sauvage. La chanson rencontre le succès, se classant notamment à la cinquième place du Top 50.

## Accueil critique
Dans une critique publiée dans le magazine musical Music & Media, il est noté : « la contribution de la sensuelle Corinne Sauvage donne à cette ballade un air chaud et méditerranéen ».

## Accueil commercial
En France, E vado via débute à la 24e place du Top 50 le 8 juin 1991, atteint la cinquième place lors de la quatrième semaine et quitte ensuite le classement après 19 semaines de présence au total. Elle atteint la quatrième place du classement de ventes de la SABAM en Belgique le 29 juin 1990 et restant dans le top 10 pendant six semaines.
Dans le classement Eurochart Hot 100, le titre a débuté à la 72e place le 22 juin 1991 et atteint la 25e place lors de sa quatrième semaine.

## Liste des titres
| 1. | E vado via (avec l'aimable participation de Corinne Sauvage)          | 3:37 |
| 2. | H.L.M. (avec l'aimable participation des petits chanteurs d'Asnières) | 3:34 |

## Crédits
- Didier Barbelivien – chant, paroles, réalisateur artistique
- Félix Gray – chant, musique
- Corinne Sauvage – chant
- José Souc – guitare
- Bernard Estardy – arrangements, ingénieur du son
- Jean Albertini – réalisateur artistique
- Alain Marouani – photographie

Crédits adaptés des notes du 45 tours.

## Classements
| Classement (1991)                      | Meilleure position |
| -------------------------------------- | ------------------ |
| Belgique (Flandre Ultratop 50 Singles) | 49                 |
| Belgique (SABAM)                       | 6                  |
| Europe (Eurochart Hot 100)             | 25                 |
| France (SNEP)                          | 5                  |

| Classement (1991) | Position |
| ----------------- | -------- |
| France (SNEP)     | 27       |